# 10 février 1938
Le jeudi 10 février 1938 est le 41e jour de l'année 1938.

## Naissances
- Arlette Tabart, animatrice de télévision française
- Gueorgui Vaïner (mort le 11 juin 2009), écrivain russe
- Jean Kazandjian, artiste français
- Judith Rich Harris (morte le 29 décembre 2018), psychologue américaine
- Maurice Agnelet (mort le 12 janvier 2021), avocat niçois condamné dans l'affaire Agnès Le Roux

## Décès
- Aleksander Majkòwsczi (né le 17 juillet 1876), écrivain cachoube
- Alexandre Beloborodov (né le 26 octobre 1891), homme politique russe
- Amédée Cateland (né le 19 septembre 1879), architecte français
- Auguste Tessier (né le 20 novembre 1853), personnalité politique canadienne
- Emanuel Löwy (né le 1 septembre 1857), archéologue autrichien
- Frank Porter Patterson (né le 24 décembre 1876), personnalité politique canadienne
- Grigory Kaminsky (né le 1 novembre 1895), homme politique azéri
- Karl von Plettenberg (né le 18 octobre 1852), général allemand
- Mykhaïlo Bondarenko (né le 8 septembre 1903), personnalité politique soviétique
- Olga Vasilievna Evdokimova (née le 11 juillet 1896), martyre et sainte russe
- Richard A. Whiting (né le 12 novembre 1891), musicien américain
- Valdemar Henrik Nicolai Irminger (né le 29 décembre 1850), peintre danois
- Vladimir Antonov-Ovseïenko (né le 21 mars 1883), révolutionnaire russe

## Événements
- Enregistrement de When The Sun Sets Down South par Sidney Bechet
- Le patriarche Miron Cristea forme un gouvernement d’union nationale en Roumanie (fin en 1939)